# Pro-sex

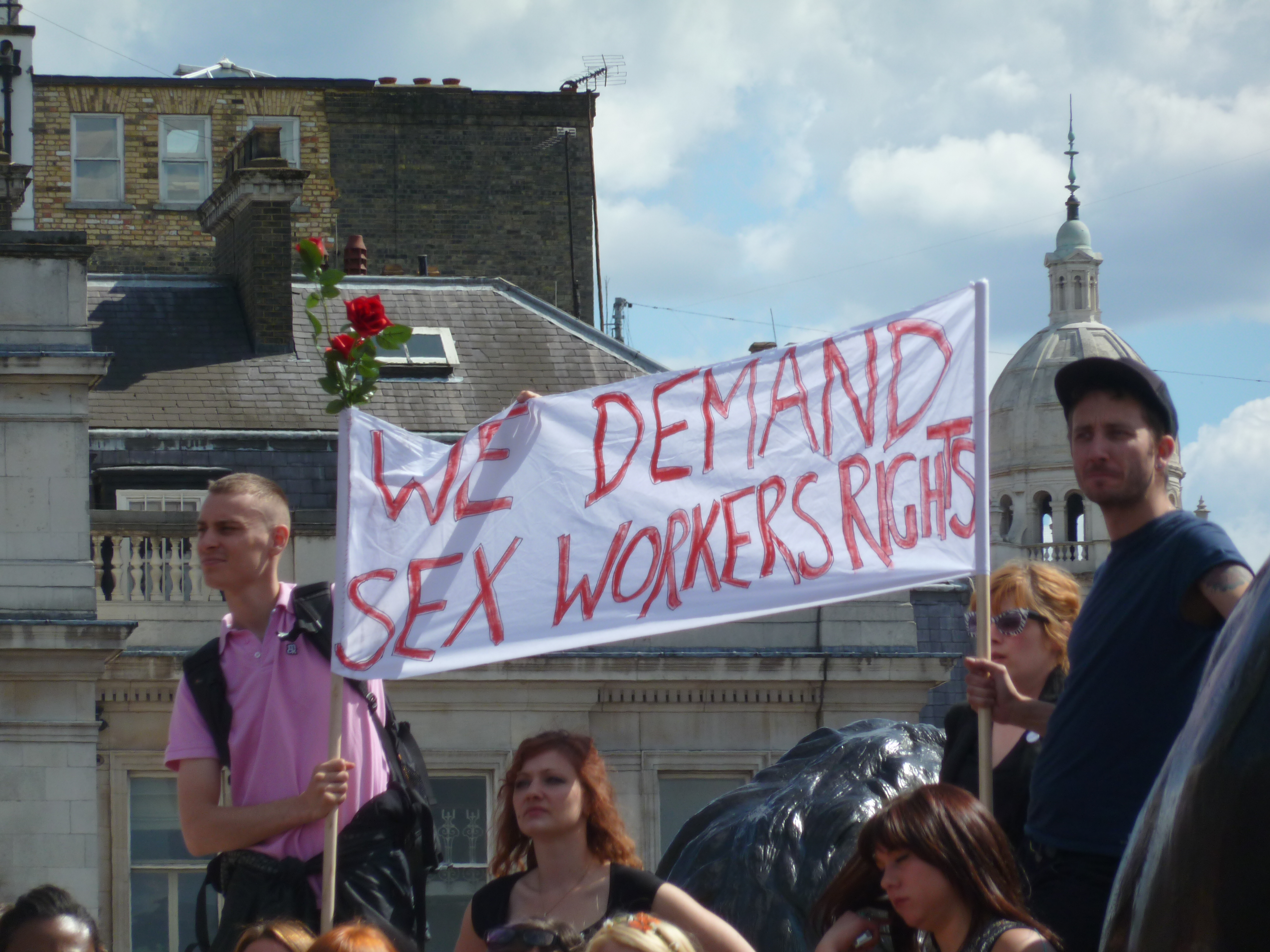
Manifestants pro-sex a Londres el 2011.

Pro-sex, i també feminisme pro-sex, són termes inventats per Ellen Willis en contraposició al feminisme abolicionista de la pornografia masclista i altres violències de gènere relacionades amb el sexe i la cosificació de la dona. Willis s'autoconsidera "feminista no tradicional" i pensa que la sexualitat és el centre de l'alliberament de la dona. Al segle xxi aquestes idees es consideren masclistes pel feminisme.
A partir dels anys 80 van aparèixer nous discursos que inclouen com a subjectes polítics que havien estat oblidats fins llavors, com per exemple les prostitutes, les actrius porno i els insubmisos sexuals. La idea era incloure totes les dones al feminisme i lluitar per la millora de condicions de vida de totes elles. Aviat van veure que es tractava d'una "trampa", ja que cap d'aquestes dones faria aquest ús del seu cos si tingués prou llibertat econòmica i social, i que el fet que una dona pensi que val el que el seu cos pot valer per a un home és fruit del masclisme de la seva cultura i societat, ja que això no és intrínsec de l'espècie humana i mai els passa als homes.
Així, als mateixos anys 80 van començar a manifestar-se als Estats Units discursos feministes anti-pornografia i abolicionistes amb la prostitució, perquè consideraven que la representació de les dones al voltant d'aquests eixos estava contribuint a la violència de gènere. Aquesta idea es sintetitza a l'afirmació de Robin Morgan : “la pornografia és la teoria, la violació és la pràctica”. Davant aquest feminisme estatal que començava a dictar lleis de regulació de la pornografia, apareixen autores feministes que defensen l'alliberació sexual.